# Michael Kirchner
Michael "Mike" Kirchner (Chicago, 7 september 1957 – Siler City (North Carolina), 22 december 2021) was een Amerikaans professioneel worstelaar en parachutist bij het Amerikaanse leger. Hij is vooral bekend als 'Corporal Kirchner' uit zijn tijd bij de WWF midden jaren tachtig. Hij is ook bekend door zijn tijd in Japan onder zijn ringnaam 'Leatherface'. Als tiener kwam Kirchner in het Amerikaanse leger terecht in de 82e Luchtlandingsdivisie.

## Carrière
Kirchner, die destijds zijn brood verdiende als uitsmijter en monteur, ontmoette Hulk Hogan in een sportschool. Hogan liet Kirchner kennis maken met Verne Gage, promotor van American Wrestling Association. Hogan zorgde er vervolgens voor dat Kirchner terechtkwam in de worstelschool van Gage.

### World Wrestling Federation
Kirchner kwam terecht bij de World Wrestling Federation, het toenmalige WWE, en kreeg een militair gimmick nadat Vince McMahon uit had gevonden dat hij in het 82e Lutchtlandingsdivisie had gezeten. Kirchner koos als ringnaam 'Corporal Kirchner'. In 1986 had hij een korte feud met Nikolai Volkoff. Hij won een Flag Match tegen Volkoff op Wrestlemania 2. Kirchner werd gezien als een van de hardste worstelaars in de WWF en voerde zijn technieken en 'klappen' vaak erg stiff uit. Zijn carrière zag de gevolgen omdat veel worstelaars liever niet tegen hem vochten. In 1987 werd hij geschorst door de WWF doordat hij in een drugstest positief testte. Toen zijn schorsing erop zat besloot hij niet meer terug te keren naar de organisatie.

### Japan
Na zijn vertrek bij de WWF maakte hij een naam voor zichzelf als 'Leatherface' of 'Super Leather' in Japan. Kirchner baseerde zijn gimmick op het moordende personage uit de horrorfilm The Texas Chain Saw Massacre. Kirchner begon met worstelen bij W*ING. In Japan worstelde hij veelal in deathmatches. Kirchner werd vervolgens gearresteerd en zes maanden in de gevangenis gezet wegens het aanvallen van een man in een kroeg. Volgens Kirchner intimideerde de man een van Kirchners vrienden en was zijn actie ter zelfverdediging. Kirchner zei dat hij in de Japanse gevangenis de hele dag op de grond moest zitten en niet mocht praten. Tijdens Kirchner's verblijf in de gevangenis werd het uiterst populaire Leatherface gimmick aan een andere worstelaar, genaamd Rick Patterson, gegeven. Patterson vertrok vervolgens naar International Wrestling Association of Japan. Tijdens een wedstrijd bij die promotie waarbij Patterson Leatherface vertolkte verscheen de originele Leatherface (Kirchner) in het publiek. Dit had als gevolg dat beide Leatherfaces een team werden. Het team was bedoeld voor één wedstrijd en had als reden om de overgang tussen Patterson en Kirchner duidelijk te maken. Op 13 december 1994 worstelden de twee in een beruchte Double Hell Deathmatch tegen Shoji Nakamaki en Hiroshi Ono. Aan het einde van de wedstrijd verbrak Kirchner kayfabe door een stuk van het bed van spijkers af te breken, het op Hiroshi Ono's keel te leggen en er vervolgens een leg drop op te doen. Vervolgens gooide hij met een powerbomb Ono op het bed van spijkers. Kirchner verliet vervolgens International Wrestling Association of Japan. De promotie verklaarde dat hij ontslagen was in een poging om Ono's vernietigde reputatie te redden.
Kirchner vertrok vervolgens naar Frontier Martial-Arts Wrestling waar hij een lichtelijk aangepaste versie van zijn Leatherface gimmick genaamd 'Super Leather' gebruikte. Hij vormde bij FMW een team met Chris Romero en won met zijn team tegen grote tegenstanders als Jado en Gedo en Masato Tanaka en Iko Kuroda. Kirchner bleef bij FMW tot het in 2002 failliet ging. In 2004 stopte hij vervolgens helemaal met worstelen.

### Half-gepensioneerd
In 2007 stapte Kirchner voor het eerst sinds 2004 weer in de schoenen van zijn Leatherface gimmick. Hij vormde een team met Jayson Voorhees en verloor tegen het team van Mad Man Pondo en Necro Butcher voor de worstelpromotie JCW. Kirchner worstelde met zijn Leatherface gimmick in 2007 vervolgens nog één show voor JCW. Ook maakte hij een terugkeer naar Japan waar hij eenmalig met Hideki Hosaka en Mineo Fujita tegen Mr. Gannosuke, Kamui, Kankuro Hirano, Soldier en SYO versloeg. In 2008 worstelde hij opnieuw eenmaal voor JCW, dit keer winnend tegen Dice. In 2009 was hij eenmalig actief voor Pro Wrestling Rampage en ook in 2013 worstelde hij eenmaal. Dit keer opnieuw in Japan voor Wrestling New Classic tegen Takuay Kito.

### Overlijden
Kirchner overleed op 64-jarige leeftijd door een hartaanval.

## In het worstelen
- Finishers
  - Airbourne Slam
  - Corporal Clutch
- Signature moves
  - Football Tackle
  - Short-arm Clothesline
- Opkomstmuziek[4]
  - Pilot Over - Jerry Goldsmith

## Prestaties
- Wrestling International New Generations[5]
  - WING World Tag Team Championship (1 keer) - met Freddie Krueger
- Frontier Martial-Arts Wrestling
  - FMW Six Man Street Fright Tag Team Championship (1 keer) - met Headhunter A en Headhunter B
  - FMW Double Titles Championship (1 keer)
  - FMW Brass Knuckles Tag Team Championship (1 keer) - met Jason the Terrible
- Extreme Canadian Championship Wrestling
  - ECCW Hardcore Championship (1 keer)